# NGC 7328
NGC 7328 este o galaxie situată în constelația Pegas. A fost descoperită în 12 octombrie 1825 de către John Herschel. Se află la o distanță de 39,81 de megaparseci de Pământ.